# BRUTUS
BRUTUS（ブルータス）は、株式会社マガジンハウスが発売するライフスタイル情報誌である。

## 概要
- 毎月1日・15日発売。
- 1980年（昭和55年）5月創刊。当初は月刊誌であったが、同年7月より月2回刊となり現在に至る。
- 「ブルータス」の名前の由来は、アメリカの人気コミック『ポパイ』に登場する水夫のキャラクター「ブルート」から。
- タイトルロゴは『an・an』『POPEYE』（ともにマガジンハウス）と同様に堀内誠一がデザイン。
- 主な読者層は30代半ば〜40代半ば。男性70％、女性30％。
- 「特集主義」を掲げ、毎回、新しい独自の切り口でライフスタイルを提案する。「映画」「本」「音楽」「ファッション」「インテリア」「建築」「食」「旅」「アニメ」「アート」と、扱う内容は幅広い。
- 2018年11月15日にウェブサイト「Brutus.jp」が公開。月額457円の課金メディアとしてスタートし、雑誌で掲載した過去5年分のほぼ全ての記事を公開するほか、今後発売される号については発売日から一定期間経過後に掲載するとしていたが、2022年10月現在、サブスクリプションモデルでの記事提供は終了している。

## 歴史

### 1980年代
雑誌『ポパイ』の創刊（1976年）からわずか4年、「『ポパイ』の卒業生のための雑誌を作ろう」と言い出した木滑良久（当時『ポパイ』編集長、現・マガジンハウス最高顧問）を筆頭に、後にテレビ番組 『トゥナイト2』（テレビ朝日系）の司会も務めることになる石川次郎が編集長として関わり、雑誌『ポパイ』、『エッセ（ESSE）』（扶桑社）などのタイトルロゴを手掛けた堀内誠一がアート・ディレクションを行った。また、ザ・フォーク・クルセダーズの作詞で知られる松山猛、写真家の三好和義、フリー編集者の都築響一も制作に参加。創刊当初のキーワードは“悦楽男”。都市で生活し、時にはアウトドア・ライフを楽しむ大人の男の雑誌を志向しており、創刊号には「男が海に出る この行為に理屈は必要ない」、「男の化粧品には匂いなど必要ない」、「日曜の朝はゆっくり起きシャンパン・ブランチを楽しむ」、「パーティにはタキシードを着て出掛けたい」などの記事が掲載された。いわば、今日の男性向けクオリティ・マガジンの元祖的な存在である。
さらに当時は「どこかへ旅しては、面白いネタを拾ってきて特集にする」という編集方針のもと、木滑、石川両氏が若手スタッフを連れ世界中を旅したという。「地中海を行く」（1980年9月号）、「ブルータスのハワイ特集　羨望のハワイ不動産ガイド」（1980年10月15日号）、「黄金のアフリカ」（1983年4月1日号）、「デザインの王国　イタリア」（1980年5月1日号）、「ベトナムの夏」（1985年8月1日号）など、30カ国以上の国々を特集。海外取材費に糸目を付けない編集方針が、バブル経済前夜の時代の雰囲気にマッチして成功を収めた。なかでもニューヨークは特別で、1982年9月15日号、10月1日号の2号連続で刊行した「史上最大のニューヨーク特集」を皮切りに、80年代だけで８回も特集している。そこには例えばアートなら、当時まだ新進作家だったラメルジーやバスキアが、音楽ならプリンスやフィリップ・グラスが顔を揃え、最新のカルチャー情報で読者を夢中にさせていた。
そのほかのビッグヒット企画といえば、まず「裸の絶対温度」（1985年9月15日号）は外せないだろう。『ブルータス』創刊５周年を記念した特大号として発売された1号目は、浅井慎平や加納典明、立木義浩、荒木経惟（アラーキー）など38人にもおよぶ有名写真家のヌード写真を掲載。“桜田門”をも納得させた「アートとしてのヌード」特集は、多くの読者にセンセーショナルな衝撃を与え、その後も数年にわたり同テーマで特集が組まれる人気企画となった。そして現在も続く長寿企画で、『カーサ ブルータス』（マガジンハウス）創刊のきっかけとなる「居住空間学」シリーズ（1982年6月1日号）。専門誌ですら取り上げることのなかった居住空間としての「家」と「インテリア」を、“スタイルのない空間には住みたくない”と謳い大々的に特集。しかも、ミラノ、ロンドン、ニューヨーク、ロサンゼルス、東京の5都市で同時取材を行い、ポップなニューウェーブ・ファニチャーからインテリアの新傾向まで、国内外のカッコいい居住空間のスタイルブックを作り上げた。そしてもう一つヒット企画を挙げるとすれば、セックス特集だろう。「SEXについていま、知っておくべき100のことがら。」（1981年4月1日号）に始まり、実はニューヨーク特集と同じく、80年代だけで８回も特集を組んでいる。その多くが100コラムズだったりAtoZのようなセックスのノウハウを紹介するという構成が多く、セックスを知的悦楽として捉えていたとも取れる。かくして『ブルータス』は真剣に遊ぶ大人の雑誌として、80年代の日本に、世界各国の様々な“悦楽”の形を提唱していった。

### 1990年代
バブルが崩壊し、80年代のイケイケ気分から、人々の興味はライフスタイルへと向かっていった。雑誌に求めるものも「量」から「質」へと変化する。当時の雑誌コンセプトは「時代を曳航するメディア」。時代に対応し、ブルータスも「ワイン」や「デザイン」の特集を多く手がけた。そんな移り変わる時代の中、各界の著名人が自らキュレーターとなり、架空の美術館構想を披露するユニークな企画「空想美術館へようこそ！」（1994年5月1日号）も人気を博した。第一回の参加者には、赤塚不二夫やピエール＆ジル、岡崎京子に小泉今日子、さらには今は亡きマルコム・マクラーレンまで名を連ねている。「空想美術館」という遊び場を用意して、さまざまな才人たちの遊び心をくすぐるスタイルは、ある意味、もっともブルータスらしい特集の一つと言えよう。ちなみに、「空想美術館」は80年代後半に50回以上続いた連載でもあり、2000年代に「空想家電ブルータス館」と姿を変えて連載として復活する。
96年に編集長が斎藤和弘に変わると、創刊当初の“第一特集＋ボリューミーな連載＋第二特集＋細かなコラム”によるサンドイッチ方式ではなく、「君はフェルメールを見たか？」（1996年8月15日・9月1日合併号）や「緊急来日、ナポリ・ピッツァ協会が徹底調査　日本のピッツァはこれでいいのか⁉」（1996年9月15日号）など、ある種、ムックに近い“特集一発主義”へと雑誌の作り方にも変化が見られた。また「日本のピッツァはこれでいいのか⁉」のように、海外から専門家を呼んで日本を診断してもらう特集は90年代の人気特集となる。「庭がなくても楽しめる東京ガーデニング。」（1997年3月15日号）、「日本にある名画狩り」（1997年7月15日号）、「日本のパスタは本物なのか⁉」（1997年9月15日号）など、90年代に７冊も刊行。なかでも、フランスのガストロノミーの第一人者、フランソワ・シモンがフレンチレストランを診断した「「日本のフレンチ」の実力が知りたい！」は強烈なインパクトを残し、半年後の「東京・関西7,000円以下のフレンチを判定する。」（1997年12月1日号）と立て続けに特集されている。なお、立案者であり編集を担当したのは岡本仁。
そして90年代を代表する一冊であり、日本のデザインマーケットに衝撃を与えたのが特集「イームズ 未来の家具」（1995年6月1日号）である。ブルータスはバブル崩壊後も海外デザイナーの独創的な住まいやデザインを紹介する特集を手がけるも、時代とやや逸れがちだった。そんな90年代半ばにブルータスが目をつけたのがチャールズ＆レイ・イームズである。50〜60年代にアメリカで一世を風靡したグラスファイバーのシェルにスチールの脚をあしらったハーマンミラー社製のイス。その宇宙的なデザインが密かに人気を呼んでいるとして大々的に特集を組んだ。この後、“いいデザイン”が長く売られ続けるマーケットが日本で形成され始め、ミッドセンチュリーブームが巻き起こる。デッドストックはヴィンテージとなり、名作デザインが次々に復刻された。またこの時期には、80年代から人気企画として定着していた「居住空間学」に替わり、「有名建築家が作った集合住宅情報。」（1996年11月1日号）特集がスタートする。日経新聞から“デザイナーズマンション”という言葉が生まれるなど、それは日本人の生活空間への意識の高まりに対応した結果としての「集合住宅」だった。都市生活者にとって身近な集合住宅を、建築家にこだわり訪ね歩き、新しい居住空間として平面図つきで紹介。黒川紀章設計の「中銀カプセルタワー」住人のお宅訪問やコルビュジエの集合住宅取材、安藤忠雄が語る集合住宅論なども掲載された。またこの特集のヒットを契機に「ブルータス不動産」という連載がスタート。一般にはまだデザイナーズ物件の探し方さえ知られていなかった時代に、掲載時の空室の有無にかかわらず魅力的な物件を次々に紹介した。結果、管理会社の入居待ちリストが何倍にも膨れ上がってしまう物件が続出し、編集部への問い合わせも引きも切らなかったという。デザイナーズマンションの人気の高さがうかがえるとともに、人々の興味が海外旅行などの瞬間的悦楽から日常生活の豊かさへとシフトしたことが明らかとなった。なお、後続の「ブルータス住宅案内所」も加えると、トータル205回を数える長期連載となる。
もう一つ、ブームを作った特集といえば「やっぱりワインは、フランスです。」（1998年2月15日号）にはじまる3号連続ワイン特集だ（「ワインの新定番。」「イタリアワインの教科書」）。これらが発売された98年はワイン消費量が前年比1.5倍と急上昇したという。ブルータスがワインを初めて特集したのが1996年の「ワイン ここに熟す。」（1996年2月15日号）である。そして「まだ、「ワインは知識だ」と思っていませんか？」では、世界最優秀ソムリエコンクールで優勝して間もない田崎真也と彼に続く若手ソムリエ10人を取材し、翌年の「なにしろ赤ワイン好きなもので。」ではソムリエを起用したテイスティング企画を始め、上位に選ばれたワインはたちまち市場から消える、という現象が頻発した。さらにこの号には、欧米の著名な専門家が厳しい目線で「ボルドーの格付けを見直す」という、専門誌が決してやらない企画があり話題を呼んだ。その後も2000年の「ワインブーム終結宣言」まで、毎年ワイン特集を作り続け、90年代だけで全８回も取り上げるほどワインに夢中だった。

### 2000年代
00年代の特集で目立つのが、“一人ブルータス”。実在の人物をテーマに一冊を作ってしまうという、ブルータスならではの大胆な企画である。00年代で登場したのは、クエンティン・タランティーノ、ブルース・ウェーバー、杉本博司、茂木健一郎、松本人志、三谷幸喜、井上雄彦、大友克洋（別冊付録）の８名。「タランティーノによるタランティーノ特集」（2003年11月1日号）では、映画『キル・ビル』の公開を控えたタランティーノ監督が、膨大な数のフィルム、ビデオ、レコード、本などに囲まれて暮らすハリウッドの自邸を大公開するなど、超多忙な大物たちの全面協力のもと、60ページも及ぶ特集を作り上げた。人気お笑いコンビ・ダウンタウンの松本人志の初監督作品『大日本人』の公開の際にもブルータスは「大松本論」（2007年6月15日号）を刊行。茂木健一郎との対談、斎藤環や宮沢章夫による松本論など、もはや「文化」として語るほかない松本人志の魅力に迫った。表紙や巻頭ページのビジュアルは箭内道彦が担当し、松本本人にシャッターを押してもらい撮影をしたり、一人プリクラをお願いするなど、印象的な誌面が話題を呼んだ。また、「ザ・三谷幸喜アワー 三谷幸喜失踪事件⁉」（2008年6月15日号）では、監督作『ザ・マジックアワー』完成披露試写会当日に三谷幸喜が消えた、という架空の失踪事件を設定し、一本の映画を撮るかのように特集企画を構成。三谷幸喜本人は作品のプレミア上映の場でもなお、ブルータスの特集ストーリーに合わせて演技をしてくれた。この”一人ブルータス”は10年代にも引き継がれ、吉本隆明、糸井重里、桑田佳祐、大友克洋といった著名人と一緒に特集を作っている。
比較的ビジュアルが先行しがちだった90年代に比べ、00年代のブルータスはテキストの強化を図り、言葉に重きを置いた特集が増えていった。特集「言葉の力」（2007年10月15日号）や「美しい言葉」（2009年11月1日号）はその代表例。詩やリリック、ライムといった散文表現の強さを世間が再認識するきっけになる。そして読書や本も定期的に特集されるようになるなど、言葉への回帰は今も続いている。それはミクシィ→ブログ→ツイッターという世の中の動きとリンクする形で、自らの言葉で思いを伝えることの魅力を浮き彫りにした。
さらに00年代にスマッシュヒットし、今も続く名物企画を二つ紹介したい。まずは「お取り寄せ」特集だ。はじめて特集が組まれたのは2004年、「日本一おいしい「お取り寄せ」はこれだ！」（2004年9月1日号）。寿司、ジャム、豆腐、塩、水など、徹底的にこだわり選び抜いた256品を全国から集め紹介し、地方の名産・名品を取り寄せて食べるというカルチャーを定着させた。発売後、撮影の仕方やレイアウトまで真似をする雑誌が続出し、ネットショッピング市場が大賑わいを見せるなど、「お取り寄せブーム」が巻き起こることに。審査員は、最初の２度は秋元康を筆頭に、パトリウス・ジュリアン、ケンタロウ、進藤明子が務めたが、以降いまに至るまでは、秋元康は変わらず、松任谷正隆、佐藤可士和、酒井順子の4人が務める。「手みやげ」や「ごはんの友」特集も含め、00年代だけで６回特集が組まれた。
そしてもう一つは「日本美術」特集である。2001年の唐招提寺金堂平成大修理開始の前年に刊行した「唐招提寺が消えた⁉」（2000年10月15日号）を皮切りに、日本の現代アート界が誇る2人のスターが一般層にまでブレイクするきっかけにもなった「アートは、どーだ！奈良美智、村上隆は世界言語だ！」（2001年9月1日号）、「仏像ブーム」とも呼べるほどの大ヒットを記録した『国宝 阿修羅展』に合わせて企画され話題になった「仏像 阿修羅に会えた？」など00年代だけで実に9回も特集が組まれ、人々の日本美術への関心を後押しした。なかでも、一部の美術ファンからカルト的な人気を誇っていた江戸期の画家・伊藤若冲を大フィーチャーした「若冲を見たか？」（2006年8月15日号）は、観音開きを開くとさらに上に広げられる特殊ページなどの効果的な仕掛けが受け、２度も増刷するヒットに。阿修羅に若冲と、日本美術がここまで大ブレイクするなどどは誰も予想できなかったが、日本美術ブームが来るというブルータスの予想は見事に的中し、展覧会の開催に合わせた特集は多くの読者から支持を得た。

### 2010年代
2000年代後半からの雑誌コンセプトは「ポップカルチャーの総合誌」。2007年12月より編集長に就任した西田善太のもと、新たな切り口の特集が数多く誕生した。雑誌で紹介するすべての商品が特別開設したオンラインショップですべて買えるという「買えるブルータス」（2010年9月1日号）をはじめ、「夢の値段 2015」（2015年1月15日号）など、雑誌の枠組を超えたクロスメディアとしての動きも活発になった。「夢の値段 2015」は10周年を迎えた通販サイト「ZOZO TOWN」との共同企画で、世界中のファッション、フード、旅行、イベント、憧れの品などを切り口に、特別なアイテムや体験をオリジナル商品として開発し、ZOZO TOWN内の特設ページで購入できるという仕組み。商品ラインナップは、”ふうせんに乗って宇宙に行きたい”という夢をふうせん写真家・岩谷圭介が叶える「風船搭乗券」1,296,000円や、”一生忘れられない植物の贈り物が欲しい”という夢をプラントハンター・西畠清順が叶える「樹齢1,000年のオリーブ」10,000,000円、”モバイル住居で移動生活がしたい”という夢を建築家・谷尻誠が叶える「谷尻誠のモバイル住居」4,860,000円など、ここでしか手に入らない多くの”夢”が並んだ。
2015年には、新しいインテリアプランツとして奇妙で秀逸な見た目の植物＝ビザールプランツを提案した「珍奇植物」特集（2015年9月15日号）は、新しいムーブメントを生んだ。インテリアの一部として植物を取り入れる人が増える中、一般的な観葉植物ではなく、熱帯雨林や砂漠といった環境が生み出す特異な造形美を有する植物たちを愛でる行為を、新しいカルチャーへと昇華した。その後、『珍奇植物。』（2015年8月15日号）から始まったシリーズは、『まだまだ珍奇植物』（2016年3月15日号）、『新・珍奇植物』（2018年6月1日）、『新・珍奇植物』（2019年6月15日号）と続いている。一部の植物好きのあいだで使われていた「珍奇植物」という言葉はブルータスでの特集をきっかけに一般化することとなった。
一方で『緊急特集　桑田佳祐』（2011年2月1日号）『今日の糸井重里』（2011年3月15日号）など〝一人ブルータス″をはじめ、過去のブルータスの名物企画も継承している。近年においては、ラジオ番組「山下達郎のサンデー・ソングブック」の放送開始25周年を記念して制作された『山下達郎のBrutus Songbook』（2018年1月15日号）が大きな反響を呼んだ。番組の全面協力のもと1,300回を超える放送の中から、山下達郎自身が22のテーマを厳選、さらにポピュラーミュージックの専門家による解説を加え、ブルータスだけのソングブックとして発表したものである。書店では品切れが続出し、緊急増刷が決定した。
ほか、増刷がかかった特集に、『わかる?楽しい!カッコいい!!「刀剣」』（2018年8月15日号）がある。オンラインゲーム「刀剣乱舞ーONLINEー」の影響で日本刀に注目が集まるなか、美術品としての刀の基礎的な知識から観賞方法、歴史、逸話などをまとめた〝刀の入門書″として発売された。当時、一般誌で日本刀について詳細な解説がなされている特集は前例がなかったこともあり、瞬く間に書店から姿を消すこととなった。日本美術を得意としながら、ゲーム等幅広いカルチャーに触れることができる、ブルータスならではの号とも言えるだろう。ゲームユーザーに女性が多いこともあり、新たな読者層を獲得することにも繋がった。かつてマガジンハウスが発行していた昭和を代表する芸能雑誌『平凡』を現代に蘇らせ、ジャニーズ事務所所属の若手アイドルをメインにグラビアを掲載した『平凡ブルータス』（2017年2月1日号）のシリーズが３年連続で刊行されたことなどの影響もあり、元来の男性誌という枠に収まらない内容が注目を集めている。

## 歴代編集長
- 木滑良久（1号 1980年5月27日発売〜）
- 石川次郎（23号 1981年7月1日発売〜）
- 岩瀬充徳（124号 1985年11月15日発売〜）
- 平沢豊（174号 1988年2月1日発売〜）
- 秦義一郎（210号 1989年9月1日発売〜）
- 岩瀬充徳（264号 1992年1月15日発売〜）
- 手塚宏一（311号 1994年1月17日発売〜）
- 斎藤和弘（370号 1996年9月1日発売〜）
- 石渡健文（472号 2001年2月15日発売〜）
- 西田善太（637号 2008年4月1日発売〜）
- 田島朗（959号 2022年4月1日発売〜）

## 主な特集

### （定期的に刊行されているもの）

#### ファッション特集
毎年3月15日にS/S、9月15日にA/Wの情報を扱う特集が発行される。特集の切り口やタイトルなどは毎回異なる。
居住空間学
毎年5月15日に発行。国内外から暮らしの実例を集めるインテリア特集。現在まで続くシリーズは「居住空間学 2008 小さくてわがままな部屋」（2008年05月15日発行）から。はじめて「居住空間学」という言葉がタイトルに使われたのは「Architectural Stylebook ブルータスの居住空間学」（1982年06月01日発行）。

#### 映画特集
毎年11～12月ごろに発行される。特集の切り口やタイトルなどは毎回異なる。

#### 本特集
毎年12月15日に発行。近年は「ただ共感を得られることを目的とせず、当たり前に思っていた価値観を崩壊させ、考え方やモノの見方を一変させる」というコンセプトで本を紹介する「危険な読書」特集が続いている。

### （不定期に刊行されているもの）

#### お取り寄せ＆手みやげ
食品16ジャンル×12品を審査員4名がすべて試食しグランプリを決定する。初回は「決定! ブルータス「お取り寄せ」グランプリ!」（2004年09月01日発行）で、審査員は秋元康、ケンタロウ、パトリス・ジュリアン、進藤晶子。「日本一の「手みやげ」はどれだ!?」(2005年09月01日発行)からは審査員が秋元康、酒井順子、佐藤可士和、松任谷正隆に変更となった。

#### 都市の正解
「福岡の正解」(2018年07月15日発行)から始まったシリーズ。ほか札幌、名古屋、大阪、東京特集が続く。

#### 101のこと
その都市で見る、買う、食べるべきスポットを101のコラムで紹介するシティガイド。「ニューヨークで見る、買う、食べる、101のこと。」(2013年09月15日発行)から始まり、東京、ロンドン、台湾、ソウルと続き、最新号は「バンコクで見る、買う、食べる、101のこと。」(2019年10月15日発行)